# (33004) Dianesipiera
(33004) Dianesipiera est un astéroïde de la ceinture principale.

## Description
(33004) Dianesipiera est un astéroïde de la ceinture principale. Il fut découvert le 2 mars 1997 à Prescott (Arizona) par Paul G. Comba. Il présente une orbite caractérisée par un demi-grand axe de 3,12 UA, une excentricité de 0,07 et une inclinaison de 11,3° par rapport à l'écliptique.

## Compléments